# St. Michael (Thalhofen an der Wertach)

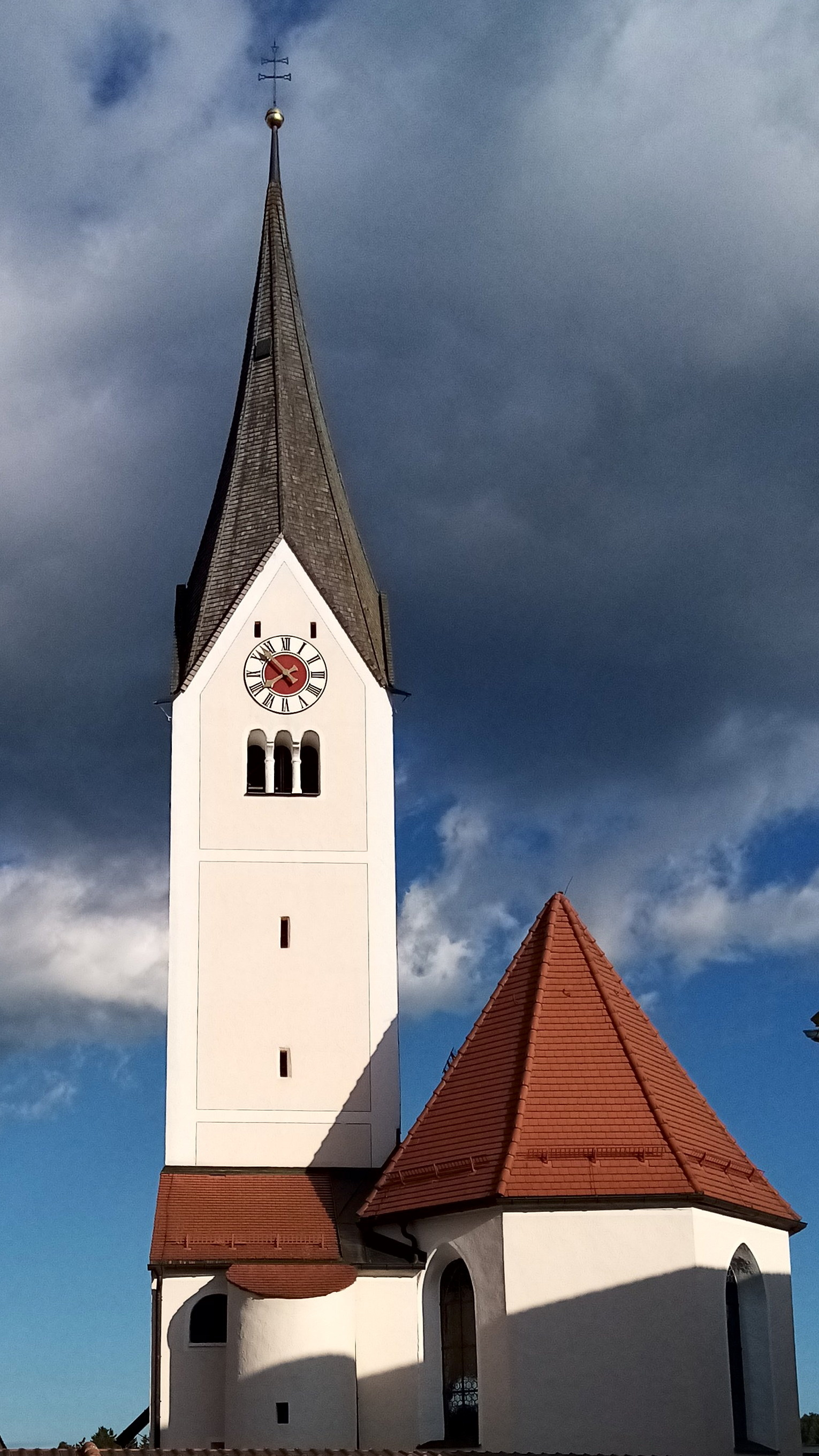
St. Michael in Thalhofen

Die römisch-katholische Pfarrkirche St. Michael steht in Thalhofen an der Wertach, einem Stadtteil von Marktoberdorf im schwäbischen Landkreis Ostallgäu von Bayern. Das Bauwerk ist in der Liste der Baudenkmäler in Marktoberdorf als Baudenkmal unter der Nr. D-7-77-151-79 eingetragen. Die Pfarrei gehört zum Dekanat Marktoberdorf des Bistums Augsburg.

## Beschreibung
Die spätgotische Saalkirche wurde 1687 barock überarbeitet. Sie besteht aus einem Langhaus, das 1719 nach Westen verlängert wurde, einem eingezogenen, dreiseitig geschlossenen Chor im Südosten und einem Chorflankenturm auf quadratischem Grundriss an der Südwestwand, der in das Langhaus hineinragt. Sein oberstes Geschoss beherbergt hinter den als Triforien gestalteten Klangarkaden den Glockenstuhl mit fünf Kirchenglocken. Zwischen den Giebeln, an denen die Zifferblätter der Turmuhr angebracht sind, erhebt sich ein spitzer Helm. 
Der Innenraum des Langhauses wurde 1802/03 mit einer Flachdecke überspannt, der des Chors mit einem Stichkappengewölbe. Die Fresken hat 1803 Joseph Keller eingebracht. Im Langhaus wurden sie 1907 von Leonhard Thoma übermalt. Auf dem Altarretabel des Hochaltars hat Ignaz Baldauf den Erzengel Michael dargestellt.